# Egil Jacobsen
Egil Jacobsen (25 settembre 1899 – 14 dicembre 1978) è stato un calciatore norvegese, di ruolo attaccante.

## Carriera

### Club
Jacobsen vestì la maglia dello Ørn. Vinse quattro edizioni della Norgesmesterskapet: 1920, 1927, 1928 e 1930.

### Nazionale
Jacobsen giocò 5 partite per la Norvegia, con una rete all'attivo.

## Palmarès

### Club

#### Competizioni nazionali
- Coppa di Norvegia: 4

Ørn: 1920, 1927, 1928, 1930